# Sam Burgess
Samuel Burgess, detto Sam (Dewsbury, 14 dicembre 1988), è un ex rugbista, internazionale per l'Inghilterra e la Gran Bretagna nel rugby a XIII e per l'Inghilterra nel rugby a XV.
In rappresentanza dell'Inghilterra ha partecipato a due edizioni della Coppa del Mondo a XIII e una di quella a XV.

## Biografia
Proveniente da una famiglia in Yorkshire di quattro fratelli tutti dediti al rugby league e a propria volta figli di un giocatore della stessa disciplina, Sam Burgess debuttò da professionista a 18 anni nel 2006 a Bradford.
Un anno più tardi fu in campo per la Gran Bretagna in una serie di test match contro la Nuova Zelanda, ma un infortunio lo tenne lontano dalla Coppa del Mondo a XIII del 2008 con la squadra inglese, e nel 2009 si trasferì in Australia al South Sydney.
Tra i convocati inglesi alla Coppa del Mondo 2013 in cui la squadra giunse fino alla semifinale, passò a sorpresa l'anno successivo al rugby a XV firmando un contratto con Bath, e debuttando con l'Inghilterra l'anno successivo a Twickenham contro la Francia, risultando poi tra i convocati alla successiva Coppa del Mondo a XV in cui la squadra conobbe la sua prima eliminazione nella fase a gironi.
Benché il contratto con Bath fosse triennale, dopo la Coppa del Mondo Burgess chiese di esserne svincolato per tornare al XIII a Sydney.
Nel 2017 tornò a rappresentare l'Inghilterra a XIII nella Coppa del Mondo di categoria, con cui giunse fino alla finale del torneo, poi vinta dai Kangaroos australiani 6-0.
A fine ottobre 2019 comunicò il suo ritiro agonistico a poco meno di trentun anni a causa di un infortunio a una spalla.